# عامر بن عبد قيس
عامر بن عبد قيس
أبو عبد الله ويقال أبو عمرو التميمي العنبري البصري وصفه الذهبي بالقدوة الولي الزاهد.

## روايته
روى عن عمر وسلمان وعنه الحسن ومحمد بي سيرين وأبو عبد الرحمن الحبلي وغيرهم وقلما روى
قال العجلي كان ثقة من عباد التابعين رآه كعب الأحبار فقال هذا راهب هذه الأمة وقال أبو عبيد في القراءات كان عامر بن عبد الله الذي يعرف بابن عبد قيس يقرئ الناس
وعن عباد عن يونس عن الحسن أن عامرا كان يقول من أقرئ فيأتيه ناس فيقرئهم القرآن ثم يقوم فيصلي إلى الظهر ثم يصلي إلى العصر ثم يقرئ الناس إلى المغرب ثم يصلي ما بين العشاءين ثم ينصرف إلى منزله فيأكل رغيفا وينام نومة خفيفة ثم يقوم لصلاته ثم يتسحر رغيفا ويخرج
قال بلال بن سعد وشي بعامر بن عبد قيس إلى زياد فقالوا هاهنا رجل قيل له ما إبراهيم خيرا منك فسكت وقد ترك النساء فكتب فيه إلى عثمان فكتب إليه انفه إلى الشام على قتب فلما جاءه الكتاب أرسل إلى عامر فقال أنت قيل لك ما إبراهيم خيرا منك فسكت قال أما والله ما سكوتي إلا تعجب ولوددت أني غبار قدميه قال وتركت النساء قال والله ما تركتهن إلا أني قد علمت أنه يجيء الولد وتشعب في الدنيا فأحببت التخلي فأجلا به على قتب إلى الشام فأنزله معاوية معه في الخضراء وبعث اليه بجارية وأمرها أن تعلمه ما حاله فكان يخرج من السحر فلا تراه إلا بعد العتمة فيبعث معاوية اليه بطعام فلا يعرض له ويجيء معه بكسر فيبلها ويأكل ثم يقوم إلى أن يسمع النداء فيخرج فكتب معاوية إلى عثمان يذكر حاله فكتب اجعله أول داخل وآخر خارج ومر له بعشرة من الرقيق وعشرة من الظهر فأحضره وأخبره فقال إن علي شيطانا قد غلبني فكيف أجمع علي عشرة وكانت له بغلة فروى بلال بن سعد عمن رآه بأرض الروم عليها يركبها عقبة ويحمل المهاجرين وقال بلال كان إذا فصل غازيا يتوسم من يرافقه فإذا راى رفقة تعجبه اشترط عليهم أن يخدمهم وأن يؤذن وأن ينفق عليهم طاقته رواه ابن المبارك بطوله في الزهد
قال جعفر بن سليمان حدثنا الجريري قال لما سير عامر بن عبد الله الذي يقال له ابن عبد قيس شيعه إخوانه وكان بظهر المربد فقال إني داع فأمنوا اللهم من وشي بي وكذب علي واخرجني من مصري وفرق بيني وبين إخواني فأكثر ماله وأصح جسمه وأطل عمره قال الحسن البصري بعث في بعامر بن عبد قيس إلى الشام فقال الحمد الله الذي حشرني راكبا
قال قتادة لما احتضر عامر بكى فقيل ما يبكيك قال ما أبكي جزعا من الموت ولا حرصا على الدنيا ولكن أبكي على ضمأ الهواجر وقيام الليل
وروى عثمان بن عطاء الخراساني عن أبيه أن قبر عامر بن عبد قيس ببيت المقدس وقيل توفي في زمن معاوية
1. ↑  "إسلام ويب - سير أعلام النبلاء - وممن أدرك زمان النبوة - عامر بن عبد قيس- الجزء رقم4". www.islamweb.net. اطلع عليه بتاريخ 2024-02-09.